# منتخب الفلبين لكرة قدم الصالات
منتخب الفلبين لكرة قدم الصالات (بالإنجليزية: Philippines national futsal team)‏ هو ممثل الفلبين الرسمي في المنافسات الدولية في كرة الصالات
.